# Michal Matějovský
Michal Matějovský (* 20. října 1985 v Hradci Králové) je český automobilový závodník a mistr ČR.

## Kariéra
Michal začínal v Škoda Pick-Up Cupu ze kterého zamířil do Škoda Octavia Cupu a pak do BMW 1 Challenge. Po těchto vcelku úspěšných letech odešel do SEAT Leon Eurocupu a odtud k jednorázovým startům na mistrovství světa cestovních vozů (WTCC) a celým sezonám s týmem Křenek Motorsport po boku Petra Fulína na mistrovství Evropy cestovních vozů (ETCC). V roce 2017 byl Michal bez angažmá.

## Závodní výsledky

### WTCC
| Rok  | Tým                       | Vůz            | 1     | 2     | 3     | 4     | 5     | 6     | 7     | 8     | 9        | 10        | 11    | 12    | 13    | 14    | 15    | 16    | 17    | 18    | 19    | 20    | 21    | 22    | 23    | 24    | PJ | Body |
| ---- | ------------------------- | -------------- | ----- | ----- | ----- | ----- | ----- | ----- | ----- | ----- | -------- | --------- | ----- | ----- | ----- | ----- | ----- | ----- | ----- | ----- | ----- | ----- | ----- | ----- | ----- | ----- | -- | ---- |
| 2008 | SUNRED Racing Development | SEAT León TFSI | BRA 1 | BRA 2 | MEX 1 | MEX 2 | ESP 1 | ESP 2 | FRA 1 | FRA 2 | CZE 1 22 | CZE 2 Ret | POR 1 | POR 2 | GBR 1 | GBR 2 | GER 1 | GER 2 | EUR 1 | EUR 2 | ITA 1 | ITA 2 | JPN 1 | JPN 2 | MAC 1 | MAC 2 | NC | 0    |